# Ernst Mühlstein
Ernst Mühlstein (11. června 1893 Praha – 4. července 1968, Melbourne, Austrálie) byl židovský architekt, který působil ve dvacátých a třicátých letech v Praze. Před druhou světovou válkou emigroval do Anglie a posléze do Austrálie. Zde si změnil jméno na Ernst Edward Milston.

## Život
Vystudoval Pražskou německou techniku. Poté studoval u Jana Kotěry na Akademii výtvarných umění v Praze. Kotěrův vliv je patrný u jeho prvních realizací v Bubenči.
V roce 1924 založil ateliér společně s Victorem Fürthem. Ve dvacátých a třicátých letech vybudovali řadu vil od novobarokních po funkcionalistické. Dále projektovali činžovní domy včetně malobytových domů pro sociální bydlení.
Jsou rovněž autory projektu obchodního domu Te-Ta v Jungmannově ulici. Mimo Prahu stavěli v Náchodě, České Skalici a Cortině d'Ampezzo.
Ernst Mühlstein je rovněž spolu s Kamilem Roškotem autorem soutěžního návrhu na budovu Eskomptní banky.
Před německou okupací Československa se mu podařilo emigrovat do Anglie a posléze odešel do Austrálie, kde se usadil v Melbourne. Zde si změnil jméno na Ernst Edward Milston. V letech 1955–1957 spolupracoval s australským architektem Donem Hendry Fultonem.
Jeho pozůstalost se nachází v archivu University of Melbourne.

## Dílo
(spolu s Victorem Fürthem)

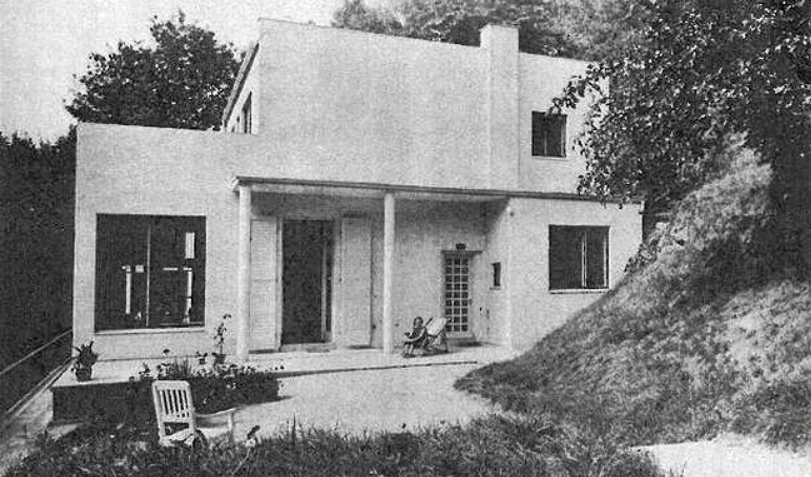
Vila Franze Nožičky, Česká Kamenice čp. 358

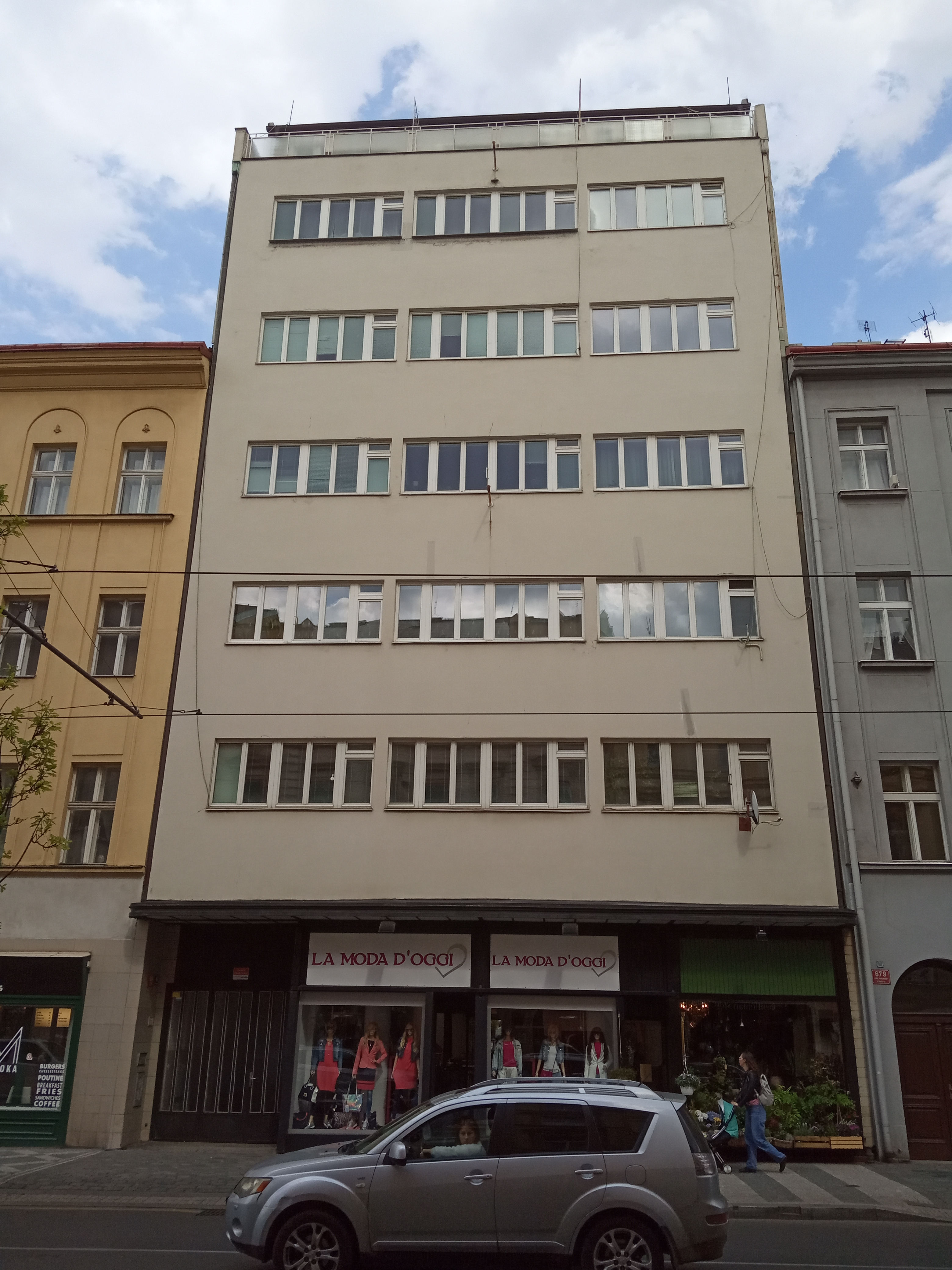
Obchodní a nájemní dům, Praha, Bělehradská čp. 644

- 1920–1922 Rodinný dům čp. 428, Praha 6 – Bubeneč, Juárezova 12 (zbořeno před rokem 2017)
- 1923 Vila Kress, čp. 515, Praha 6 – Bubeneč, Českomalínská 41
- 1926–1928 Palác firmy Continental čp. 2028, Praha 2 – Vinohrady, Blanická 15
- 1927-1928 Vila Mudr. Emila Starkensteina, Praha-Střešovice, Slunná čp. 540
- 1928 Vila Judr. Evžena Steinera, Praha-Střešovice, Slunná čp. 548
- 1928 Vila Luisy Lorie, Praha-Střešovice, Pevnostní čp. 588
- 1928 Vila stavitele Františka Fencla, Praha-Střešovice, Sibeliova čp. 568
- 1928–1929 Vila Schück, čp. 222, Praha 7 – Troja, Nad Kazankou 39[2]
- 1928–1930 Administrativní budova s garážemi firmy Ford, čp. 98, Sokolovská 96
- vila čp. 285, Praha 4 – Podolí, Pod Klaudiánkou 23
- 1932 Vila Löwenbach, Náchod, přestavba 1936
- 1932 Vila Franze Nožičky, Česká Kamenice, Na Vyhlídce čp. 358[3]
- 1932–1933 Nájemní dům s obchody, čp. 927 a 928, Praha 6 – Bubeneč, Československé armády 17 a 19
- 1932–1933 Nájemní dům s obchody, čp. 1187 a 2060, Praha 1 – Nové Město, Soukenická 27 a 29
- 1933 Obchodní dům Te-Ta, čp. 747, Praha 1 – Nové Město, Jungmannova 28
- 1933 Villa Bermann, Hronov
- 1934 Vila čp. 45, Praha 6 – Bubeneč, Chittussiho 14
- 1934 Přístavba k vile čp. 1952, Ústí nad Labem, Na vyhlídce 13[4]
- 1934–1936 Obchodní a nájemní dům čp. 644, Praha 2 – Vinohrady, Bělehradská 96
- 1936 Villa Bondy, Malá Skalice, Maloskalická 147
- 1936–1937 Nájemní dům s obchody, čp. 269, Praha 5 – Smíchov, Zubatého 1
- 1937 vila čp. 1654, Praha 6 – Dejvice, Velvarská 1
- 1937 Rodinný dům čp. 2344, Praha 5 – Smíchov, U Mrázovky 13
- 1937–1938 Nájemní dům čp. 861, Praha 7 – Bubeneč, Milady Horákové 74 – část budovy Molochov
- 1937–1939 činžovní dům čp. 2058, Praha 2 – Nové Město, Masarykovo nábřeží 38

Domy sociálního bydlení v Dejvicích, Libni a na Žižkově.

### Austrálie
- 1950–1954 Nádvoří druhé světové války před Svatyní vzpomínky (Shrine of Remembrance), Melbourne, spoluautor: A. S. Fall
- 1955–1958 Projekt nového města u uranového dolu Mary Kathleen, Queensland, spoluautor: D. H. Fulton
- 1960 Dům pro Louise Kahana, Kew